# Estación de St. Katharinental
La estación de St. Katharinental es una estación ferroviaria de la localidad suiza de St. Katharinental, perteneciente a la comuna suiza de Diessenhofen, en el Cantón de Turgovia.

## Situación
La estación de St. Katharinental se encuentra ubicada en el sur del núcleo urbano de St. Katharinental, al oeste de Diessenhofen. Consta de un andén lateral al que accede una vía pasante.
La estación está situada en términos ferroviarios en la línea Schaffhausen - Rorschach. Sus dependencias ferroviarias colaterales son la estación de Schlatt hacia Schaffhausen y la estación de Diessenhofen en dirección Rorschach.

## Servicios ferroviarios
Los servicios son prestados por SBB-CFF-FFS:

### S-Bahn San Galo
En la estación efectúan parada los trenes de cercanías de dos líneas de la red S-Bahn San Galo:
- S 3 Schaffhausen - Stein am Rhein - Kreuzlingen – Romanshorn - Wittenbach – San Galo – San Galo Haggen
- S 8 Schaffhausen - Stein am Rhein – Kreuzlingen – Romanshorn - Rorschach

### S-Bahn Zúrich
La estación está integrada dentro de la red de trenes de cercanías S-Bahn Zúrich, y en la que efectúan parada los trenes de una línea perteneciente a S-Bahn Zúrich:
- S N3 Winterthur – Schaffhausen (– Stein am Rhein)